# رسانه اینترنتی
رسانه اینترنتی (رسانه آنلاین / شبکه نمایش اینترنتی) (به انگلیسی: Internet video) زمینه عمومی است که به انتقال ویدیو از طریق اینترنت می‌پردازد. رسانه اینترنتی در چندین قالب وجود دارد که قابل توجه‌ترین آن‌ها  H.264/MPEG-4 AVC  ،AVCHD، فلش ویدئو و MP4 است.
چندین سرویس میزبانی ویدیوی آنلاین، از جمله یوتیوب، و همچنین ویمیو، توییچ و یوکو وجود دارد. در سال‌های اخیر از سکوی رسانه اینترنتی برای پخش برنامه‌های زنده استفاده شده‌است. در نتیجه محبوبیت ویدئوی آنلاین، رویدادهای قابل توجهی مانند مناظره‌های انتخابات ریاست‌جمهوری ایالات متحده آمریکا ۲۰۱۲ به‌طور زنده در اینترنت پخش شد. علاوه بر این، رسانه اینترنتی به عنوان واسطه‌ای برای تماشای نماهنگ و محبوبیت آهنگ‌ها، در صنعت موسیقی نقش مهمی داشته‌اند.